# Caso obliquo
Il caso obliquo, in linguistica, indica un caso grammaticale non specificato della flessione che non sia accusativo, nominativo o vocativo, essendo questi tre detti casi retti. Collettivamente, i casi obliqui sono quindi l'insieme di tutti i casi diversi da nominativo, accusativo e vocativo (in questa situazione non si parla quindi di un caso grammaticale a sé stante), mentre in alcune lingue si tratta dell'unico caso diverso dai retti e ha quindi valore individuale. In quest'ultimo caso, ad esempio, può indicare il complemento di specificazione, di origine, di termine (oggetto indiretto), di materia, di compagnia, di unione, di agente, di causa efficiente, di causa, di fine/scopo, di argomento, di stato in luogo, di direzione, di moto a luogo e da luogo... La differenza tra questi complementi viene solitamente rimarcata con l'aggiunta di una preposizione. A volte una determinata preposizione regge obbligatoriamente il caso obliquo.
È presente in particolare come singolo caso non retto nelle lingue del Medio Oriente come l'arabo (sia classico/coranico sia arabo moderno standard), lo zazaki e il curdo. In più, è presente nelle lingue asiatiche come l'hindi, il bengali e il singalese. In greco antico, nella declinazione del duale può trovare applicazione l'utilizzo del caso obliquo come caso a sé, dato che tale numero presenta solo due uscite, una comune per tutti i casi retti (nominativo, accusativo, vocativo) e una per il caso obliquo (comune per genitivo e dativo).

## In singalese
Nel caso dei nomi animati, il tema del caso indiretto (obliquo) si forma sempre con una -න්- [-n-] infissa (cioè inserita dentro la radice, a differenza dei prefissi e suffissi), mentre per i nomi inanimati si ha -වල- [-ʋalə-]. Nel prospetto della declinazione plurale, gli infissi del caso indiritto sono indicati uniti ai suffissi dei casi nominali per motivi di semplificazione.

## In arabo
In arabo il caso obliquo è caratterizzato dall'uscita -i e ha due funzioni, ovvero genitivo e prepositivo (ossia lo portano i nomi retti da preposizioni). Per quanto riguarda la funzione genitivale, è molto importante per la costruzione dello stato costrutto, cioè l'equivalente del complemento di specificazione: "il libro del ragazzo" > kitābu l-waladi, in cui il soggetto kitābu porta la -u del nominativo e waladi la -i del caso obliquo. Nella lingua parlata e prima di una pausa le desinenze di caso non vengono tuttavia espresse.

## In francese antico
In lingua francese antica i casi delle declinazioni del latino diminuiscono e si sviluppano in un sistema di declinazione bicasuale (scomparso dopo il XIII secolo). Questo sistema era formato da: caso retto (cas sujet)  → forme derivanti dal nominativo, e caso obliquo (cas régime) → forme derivanti dall'accusativo.

## Fonti
- Faruk Abu-Chacra, Arabic. An Essential Grammar, Routledge, Londra e New York, 2007.
- Omar N. Koul, Modern Hindi Grammar, Dunwoody Press, Stati Uniti d'America, 2008.